# Хамелеон звичайний
Хамелеон звичайний (Chamaeleo chamaeleon) — вид роду хамелеонів з родини Хамелеони. Має 4 підвиди.

## Опис
Загальна довжина сягає 40—60 см. Голова шоломоподібна, прикрашена гребенями й горбиками. Очі великі і круглі, оточені суцільною кільчастою повікою, в центрі якої є невеликий отвір для зіниці. Вони рухаються абсолютно незалежно одне від одного і здатні вільно повертатися на 180° по горизонталі та на 90° по вертикалі. Тулуб хамелеонів сильно стиснутий з боків. Ноги довгі. Пальці закінчуються гострими кігтями. Чіпкий хвіст хамелеон використовує як п'яту кінцівку. Довжина язика — 20-30 см.
Звичайний хамелеон — це найбільший майстер маскування. Змінивши своє забарвлення, він повністю зливається з оточенням. Забарвлення звичайного хамелеона описати досить складно. Прохолодного ранку він зазвичай світло-жовтий з червоними бічними смугами і ледве помітними плямами. Пізніше смуги бліднуть, а плями стають темно-зеленими. Досить часто він має червоно-буре забарвлення зі слабким малюнком або без нього. На сонці він темно-бурий або синювато-зелений з синіми і жовтими плямами.
Зміна забарвлення хамелеонів пов'язана з особливостями будови їх покривів. У зовнішньому шарі шкіри містяться хроматофори — клітини з зернами темно-коричневого, червонуватого та жовтого пігменту. При скороченні відростків хроматофорів зерна збираються в центрі клітин, і шкірні покриви хамелеона стають білуватими або жовтими. Коли темний пігмент концентрується у волокнистому шарі шкіри, вона стає чорною. Появу інших відтінків викликає поєднання пігментів обох шарів. А зелені тони виникають у результаті заломлення променів в поверхневому шарі, де містяться кристали гуаніна, що заломлюють світло. Плазун може змінювати колір частин тіла.

## Поширення
Мешкає на півдні Іспанії, о. Крит, в північній Африці, Малій Азії, Сирії. Іноді зустрічався поблизу міст Сухумі та Поті, куди випадково завозився на торговельних суднах.

## Спосіб життя

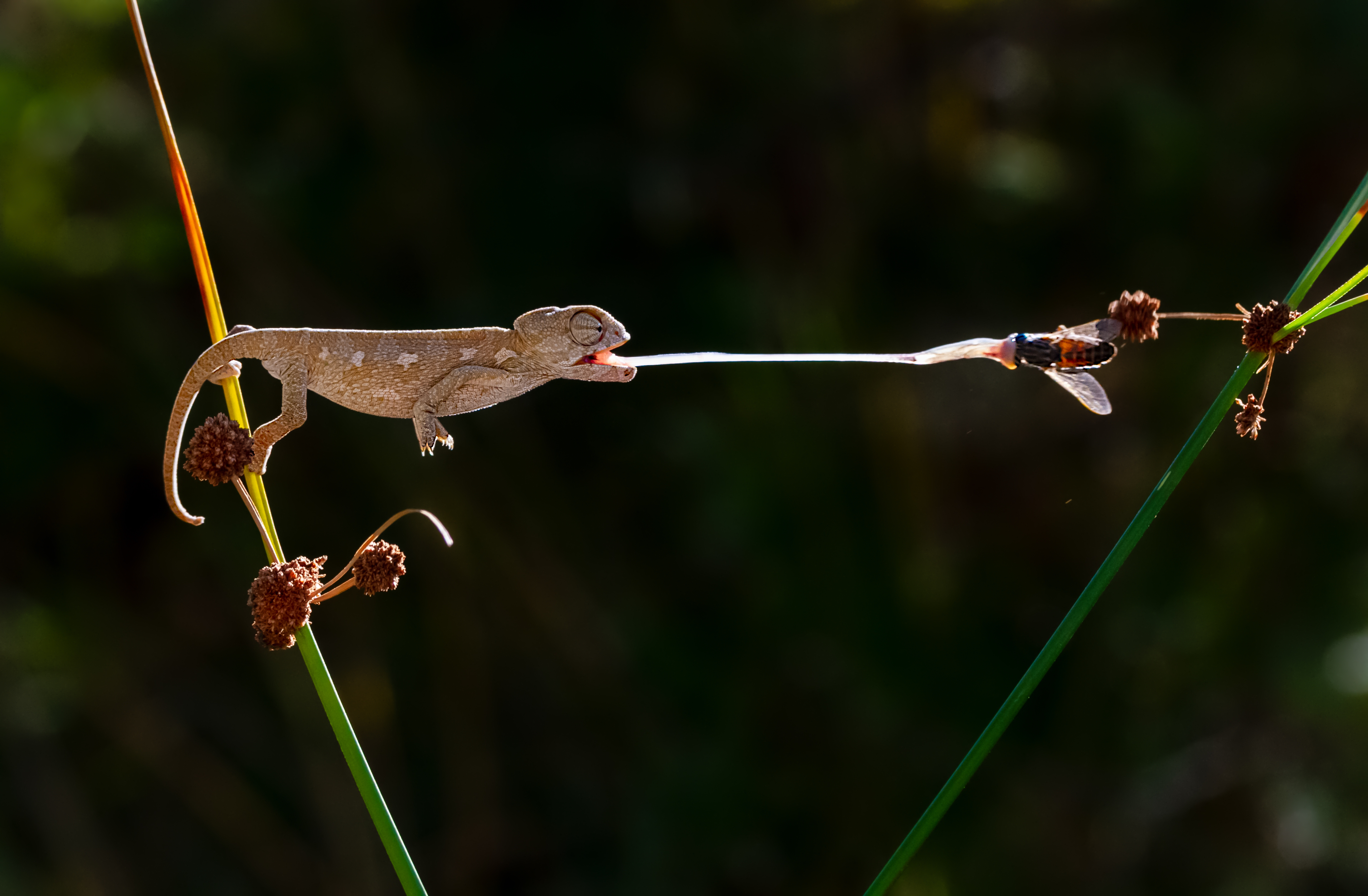
Хамелеон на полюванні

Полюбляє ліси або місцевості з деревною або чагарниковою рослинністю, іноді зустрічається також на піщаних дюнах, де ховається в норах різних тварин. Зачаївшись серед гілок, він видивляється здобич. Сховавшись серед листя, хамелеон нерухомо сидить, спостерігаючи, чи не з'явиться поблизу здобич. Помітивши здобич, він повільно наближається до неї, а потім викидає свій довгий язик, захоплюючи жертву його пінцетоподібним кінчиком. Раніше гадали, що жертва приклеюється до липкого язика, і лише кінозйомка дозволила виявити, що хамелеон захоплює здобич саме роздвоєним кінчиком. Харчується комахами, павуками, молюсками, пуголовками.
Маскувальне забарвлення не тільки допомагає хамелеонові залишатися невидимим під час полювання, але також є відмінним захистом від ворогів.
Звичайний хамелеон веде одиночний спосіб життя й лише в шлюбний період починає шукає собі товариство. Кожен хамелеон мешкає на своїй території і ревно захищає її від чужинців. Самець проганяє суперників, приймаючи войовничу позу — він наповнює легені повітрям й роздуває шкіру на шиї. Парування відбувається на деревах. Воно приурочене до середини-кінця літа. Близько 20-40 яєць самка відкладає у жовтні-листопаді. Вона зариває їх у глибоку ямку, яку копає за допомогою передніх ніг. Задніми ногами самка відкидає вириту землю. Заривши яйця, самка нагрібає зверху сухе листя й гілки, утворюючи щільний настил. Потім самка хамелеона повертається в крону дерева, покладаючи подальшу турботу про потомство на сонце. Молодняк розвивається в яйці, харчуючись його жовтком, як пташенята. Молоді хамелеони з'являються на світ через 9 місяців. Вони виходять зі шкаралупи за допомогою особливого виросту на голові, який називають яєчним зубом. Новонароджені звичайного хамелеона є мініатюрними копіями батьків. На землі малюкам загрожує небезпека бути з'їденими хижаками, тому вони практично відразу ж залізають на дерева.
Тривалість життя до 5 років.

## Охорона
Хамелеон звичайний охороняється в Європі і занесений до Додатку ІІ Бернської конвенції (охоронна категорія: вид підлягає особливій охороні).

## Підвиди
Виділяють такі підвиди:
- Chamaeleo chamaeleon chamaeleon
- Chamaeleo chamaeleon musae
- Chamaeleo chamaeleon orientalis
- Chamaeleo chamaeleon recticrista